# Ічірай
Ічірай (一来, помер 1180) — японський монах-воїн, який підтримував клан самураїв Мінамото у війні проти їхніх суперників — клану Тайра.
Ічірай найбільш відомий своєю участю в битві при Уджі. У цій битві він якийсь час бився позаду монаха-воїна Цуцуі Джомьо Мейшю, бо не міг битися пліч-о-пліч з ним через вузькість мосту. Кажуть, що, роздратований цим, він перестрибнув через свого союзника, взяв на себе основний тягар бою і продовжував боротьбу, поки не поліг у бою. 